# Centro de Pesquisa do Câncer da Alemanha

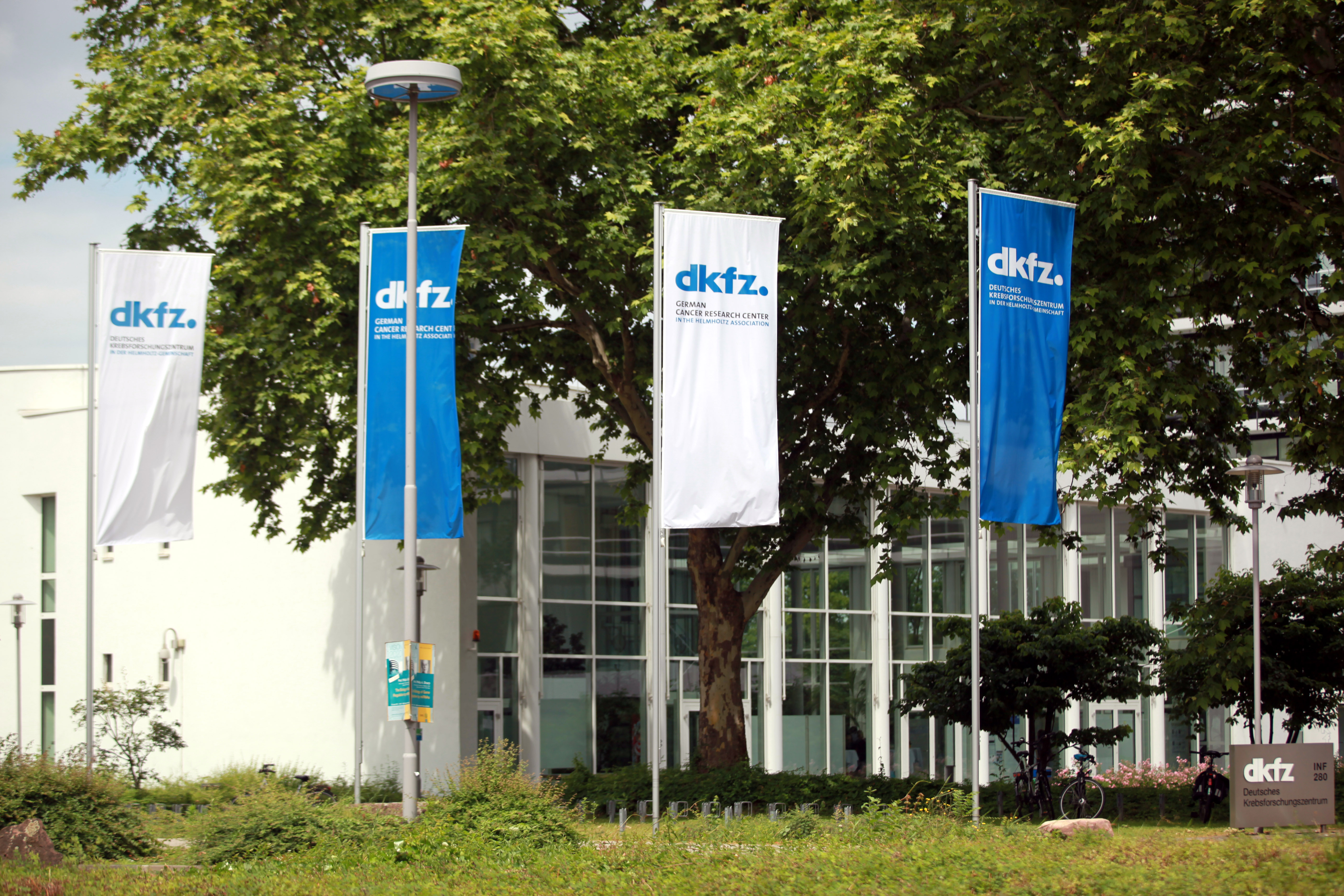
Centro de informações do DKFZ

O Centro de Pesquisa do Câncer da Alemanha (em alemão:  Deutsches Krebsforschungszentrum - DKFZ) é um centro de pesquisa nacional sobre o câncer sediado em Heidelberg, Alemanha. É membro da Associação Helmholtz de Centros de Pesquisa da Alemanha, a maior organização científica da Alemanha.